# غرين باي باكرز
غرين باي باكرز هو فريق كرة القدم الأمريكية من مدينة غرين باي، في ولاية ويسكونسن. ويلعب في الدوري الوطني لكرة القدم (ن ف ل) ضمن الرابطة الوطنية لكرة القدم. وهو ثالث أقدم منظمة في اتحاد كرة القدم الأميركية، تكون الفريق ومارس اللعب في عام 1919. وهو منظمة غير هادفة للربح مملوكة للمجتمع ضمن اتحاد كرة القدم الأمريكية للفرق المحترفة. وتلعب مباريات الفريق على ملعب لامبو فيلد.
الفريق هو آخر ما تبقى من «فرق البلدات الصغيرة» التي تواجدت في دوري اتحاد كرة القدم الأميركية خلال عشرينيات وثلاثينيات القرن العشرون، تأسس في عام 1919 من قبل إيرل "كيرلي" لامبو وجورج ويتني كالهون، ويرجع تاريخ تاسيس الفريق إلى مجموعة من الفرق الصغيرة في منطقة غرين باي إلى عام 1896 تتنافس فيما بينها في أنحاء ولاية ويسكونسن و الغرب الأوسط، انضموا إلى الاتحاد الأمريكي لكرة القدم للمحترفين (أبفا) الذي كان ينظم كرة القدم الأميركية سابقا، وحل مكانه الدوري الوطني لكرة القدم الأمريكية في عام 1921. وبالرغم من صغر الحصة السوقية للفريق في دوري المحترفين من بين جميع الفرق الأخرى، الا انه يمكلك قاعدة جماهيرية تمتد إلى 120 ميلا إلى الجنوب نحو ميلووكي، حيث لعب هناك عدد من مبارياته بين عامي 1933 و1994.
فاز الفريق بعدد 13 بطولة وهو العدد الأكبر في تاريخ الدوري الوطني لكرة القدم الأمريكية، تسعة منها قبل عصر سوبر بول وأربع انتصارات سوبر بول.
تعد فرق شيكاغو بيرز، مينيسوتا فايكنج، وديترويت ليونز الغرماء المنافسون لفريق غرين باي، الذين يشكلون معا القسم الشمالي في الرابطة الوطنية لكرة القدم ضمن الدوري الوطني.

## وصلات خارجية
- الموقع الرسمي